# Alexander Akwasi Acquah
Alexander Akwasi Acquah, né le 8 décembre 1974, est un homme politique ghanéen membre du Nouveau Parti patriotique et député de la Akim Oda (circonscription parlementaire du Ghana) (en) dans la région orientale du Ghana . Il est originaire d'Akim Oda et est chrétien de religion.

## Jeunesse et éducation
Akwasi est né le 8 décembre 1974  et est originaire d'Akim Oda. Il a obtenu son O'level en 1991 et son GCE A' level en 1993 . Il est titulaire d'une maîtrise en paix et sécurité obtenue en 2020 , . Il a également obtenu son diplôme en reportage politique en 2000 .

## Carrière
Akwasi est nommé en 2017 le directeur général du Community Hospitals Group , . Il est entrepreneur et analyste d'affaires . Il a travaillé avec le Régime national d'assurance maladie en tant que responsable des relations publiques .

## Politique
Akwasi est membre du Nouveau Parti patriotique , . Il est actuellement député de la circonscription d'Akim Oda dans la région orientale du Ghana .

### Élection de 2020
Lors des élections générales ghanéennes de 2020, il a remporté le siège au parlement avec 25 380 voix, soit 79,45 % du total des suffrages exprimés, tandis que le candidat parlementaire du NDC, Jones Asante, a obtenu 6 262 voix, soit 19,60 % du total des suffrages exprimés, et la candidate parlementaire du Mouvement syndical du Ghana (en), Madame Lucy Ansah, a obtenu 301 voix, soit 0,94 % du total des suffrages exprimés, .

### Comités
Akwasi est le vice-président du Comité du commerce, de l'industrie et du tourisme ; membre du Comité d'assurance du gouvernement et également membre du Comité de la santé .

## Philanthropie
En avril 2022, il a offert des morceaux d'empreintes de cire du GTP à environ 180 hommes et femmes âgés de sa circonscription lors des célébrations de Pâques .
En octobre 2022, il a offert du matériel médical à quatre établissements de santé de la circonscription d'Akim Oda , .
En novembre 2022, il a offert 100 000 cedis pour aider à la rénovation du parc municipal d'Akyem Oda . Il a également fait don de kits mathématiques aux élèves du collège de sa circonscription , .
En janvier 2023, il a honoré 31 travailleurs et 17 « professionnels » de la circonscription d'Akim Oda .

## Vie personnelle
Akwasi est chrétien, . Il est marié à Henrietta Acquah et leur mariage a donné naissance à quatre fils, Kevin Acquah, Alvin Acquah, Marvin Acquah et Shiloh Acquah.